# Szu–33
A Szu–33 a Szu–27 vadászrepülőgép hajófedélzeti üzemeltetésre átalakított változata, melyet az 1980-as évek végére fejlesztettek ki, eredetileg Szu–27K típusjelzéssel. Oroszország egyetlen repülőgép-hordozóján, az Admiral Kuznyecovon áll rendszerben. A kisebb leszállósebesség elérése érdekében a törzs két oldalán, a szárnyak előtt kacsaszárnyak vannak, ezek a Szu–27 későbbi változatain is megjelennek. A hajófedélzeti üzemeltetésnek megfelelően szárnyainak és vízszintes vezérsíkjainak külső része felhajtható, fékhoroggal ellátták. Ellentétben más országok repülőgép-hordozóival, a Kuznyecovon nincsen gőzkatapult, amely felszálláskor felgyorsítaná a repülőgépet, csak az angol hordozókon alkalmazotthoz hasonló síugrósánc, de a kedvező aerodinamikai tulajdonságokkal rendelkező repülőgép felszállásához ez is elég, ezért orrfutója (bár a szárazföldi változaténál erősebb, ikerkerekes kialakítású) nem alkalmas a katapultálásra. A repülőgép a levegőben utántölthető.

## Típusváltozatok
- Szu–33KUB[1]